# Hatszögalapú piramisszámok
A hatszögalapú piramisszámok olyan piramisszámok, illetve figurális számok,  melyek a gömbökből felépített hatszög alapú piramisban található gömbök számát jelképezik. Az n-edik hatszögű piramisszám éppen megegyezik az első n hatszögszám összegével.
Az n-edik hatszögalapú piramisszám {\displaystyle P6_{n}} a következő képlettel állítható elő
{\displaystyle P6_{n}={\frac {n(n+1)(4n-1)}{6}}.}
Az első néhány hatszögalapú piramisszám:
1, 7, 22, 50, 95, 161, 252, 372, 525, 715, 946, 1222, 1547, 1925, 2360, 2856, 3417, 4047, 4750, 5530, 6391, 7337, 8372, 9500, 10725, 12051, 13482, 15022, 16675, 18445, 20336, 22352, 24497, 26775, 29190, 31746, 34447, 37297, 40300, … (A002412 sorozat az OEIS-ben)

## Tulajdonságok
A hatszögalapú piramisszámok generátorfüggvénye:
{\displaystyle {\frac {1+3z}{(1-z)^{4}}}.}